# Sébastien Roch (romanzo)
Sébastien Roch, pubblicato in Italia anche con il titolo Sebastiano Roch, è un romanzo dello scrittore francese Octave Mirbeau, pubblicato nel 1890.

## Trama

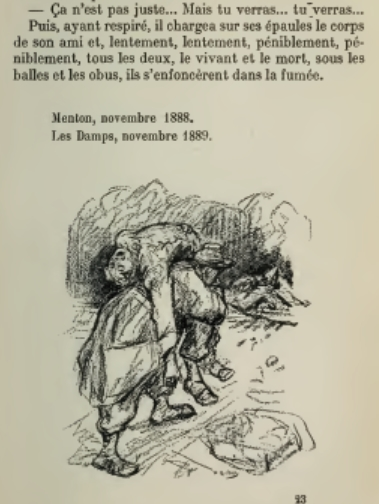
La morte di Sébastien Roch, vista da Henri-Gabriel Ibels, 1906

Libertario individualista e rivoltoso, Mirbeau viola un tabù durato per oltre un secolo: lo stupro degli adolescenti da parte dei preti. Sedotto e stuprato dal gesuita Padre de Kern, colpevole di un "assassinio di un'anima di bambino", il giovane Sébastien Roch è denunciato dallo stupratore, che accusa per non essere accusato, e espulso vergognosamente dal collegio. Traumatizzato e sformato definitivamente, porta "l'impronta" della sua "educastrazione" nel collegio dei Gesuiti di Vannes, dove Mirbeau ha passato quattro anni d'"inferno". Oramai Sébastien vive quasi come un morto, e la sua morte assurda, durante la guerra di 1870, è la conclusione logica del suo martirio: l'esercito finisce il lavoro di destruzione cominciato dalla Chiesa cattolica.

## Traduzioni
Ci sono due traduzioni italiane: quella d'E. Rossi (Sebastiano Roch, Sandron, 1910) e quella, ottima, di Ida Porfido (Sébastien Roch, Marsilio, 2005).

## Edizioni
- Octave Mirbeau, Sébastien Roch, Charpentier, 1890,  p. 364.